# Las malas intenciones
Las malas intenciones es una película peruana dirigida por Rosario García-Montero que fue estrenada en 2011. Relata un periodo en la vida de la niña Cayetana que crece en el Perú a comienzos de los 80. La historia transcurre según el punto de vista de esta niña que desea morir el día que nace su medio hermano.

## Argumento
Cayetana, una niña peruana de ocho años, tiene al parecer el mundo a sus pies. Proviene de una familia de clase alta, donde no le falta comida ni juguetes, además de criados que velan por ella. Su infancia se desarrolla en los comienzos de los años 1980 en Lima, cuando la violencia terrorista de Sendero Luminoso comenzaba a agitar al país. Cayetana es muy inteligente, pero con una personalidad algo oscura. Sus padres están separados. Tras regresar de un largo viaje, su madre, Inés, le da una noticia inesperada: está embarazada de su novio. Entonces, el frágil mundo de Cayetana se desmorona. La niña se encierra en su cuarto y declara que el día del nacimiento de su medio hermano será el día de su propia muerte. Solo su imaginación y la irrupción de los héroes nacionales de sus textos escolares –Olaya, Grau, Bolognesi-, a los que ella admira, podrán salvarla de un entorno familiar cada vez más ajeno en un país a punto de derrumbarse.

## Premios
La película ha recibido los siguientes premios:
- Premio a la Mejor Película Peruana del año Festival de Cine de Lima
- Premio especial del jurado Festival de Gramado
- Mejor Largometraje Latinoamericano en el Festival Internacional de Cine de Mar del Plata
- Mención especial del jurado en el Festival La Orquídea de Cuenca
- Premio especial del jurado en el 22 Festival Internacional de Cine de Viña del Mar
- Mejor película peruana 2011 Asociación de prensa y cinematografía
- 2012. Premio al mejor director en el XV Festival Internacional de Cine de Punta del Este, Punta del Este, Uruguay[5]
- 2012. Festival Internacional de cine Las Américas, Austin, EE. UU.[6]
  - Premio del Jurado al mejor largometraje de ficción
  - Premio de la Audiencia a la mejor narrativa de largometraje